# Parque nacional del río Bulgan
El parque nacional del río Bulgan (en mongol: Булган Гол) se centra en el río Ulungur —llamado río Bulgan en Mongolia—, que se divide en muchos arroyos serpenteantes, lagos y humedales como si fluyeran a través del valle del parque. La zona es una parada importante para las aves migratorias. Las especies de aves presente en el parque incluyen el vulnerable águila imperial oriental y el cernícalo primilla.

## Topografía
El río Ulungur nace en el macizo de Altái en el oeste de Mongolia y fluye hacia el oeste hacia el lago Ulungur en China. El valle del río es relativamente ancho y plano, lo que permite que el río serpenteante se divida en muchos lugares para producir islas y humedales ribereños, lo que forma un hábitat muy importante para las aves acuáticas.

## Clima
El clima característico de la zona es clima semiárido frío (clasificación climática de Köppen (BSk)). Este clima es característico de los climas esteparios intermedios entre los climas húmedos del desierto, y normalmente las precipitaciones están por encima de la evapotranspiración. Al menos un mes promedia temperaturas de menos de 0 °C (32,0 °F). La precipitación media en la región es de 76 a 158 mm/año.

## Flora y fauna
La flora típica del valle del río Bulgan es la estepa desértica. Los humedales a lo largo de las orillas albergan cañaverales y arbustos. En cuanto a la fauna, el área del parque es importante para las aves migratorias y es utilizada por especies notables que incluyen el vulnerable ánsar cisnal (Anser cygnoides), el vulnerable águila imperial oriental (Aquila heliaca) y el cernícalo primilla (Falco naumanni). El parque también alberga una importante población de castor europeo (Castor fibre).